# 지진조기경보
지진조기경보 (地震早期警報 / Early Earthquake Alert) 은 속도가 빠른 P파를 먼저 탐지하여 지진피해를 일으키는 S파가 도달하기 전에 지진발생상황을 경보하는 서비스이다. 대한민국 기상청이 제공한다. 지진피해를 일으키는 지진파가 도달하기 전에 지진발생상황을 경보하는 것으로 지진파 중 P파가 S파에 비해 약 1.73배 빠르게 전파되며, S파의 큰 진동에 의해서 피해가 발생하는 특성을 이용한 방법이다. 일본의 긴급지진속보와 비슷한 시스템이다.

## 국내지진 조기경보
규모 5.0 이상으로 예상되는 지진이 국내에서 발생한 경우 발령.
발령사례
- 2016년 9월 12일 19시 45분 - 2016년 경주 지진
  - 추정시각: 19:44:33, 추정규모: 5.3, 추정위치: 경북 경주시 남서쪽 8km 지역 (위도:35.79 N, 경도:129.15 E)

- 2016년 9월 12일 20시 33분 - 2016년 경주 지진
  - 추정시각: 20:32:54, 추정규모: 5.9, 추정위치: 경북 경주시 남남서쪽 8km 지역 (위도:35.77 N, 경도:129.18 E)

- 2017년 11월 15일 14시 29분 - 2017년 포항 지진
  - 추정시각: 14:29:31, 추정규모: 5.5, 추정위치: 경북 포항시 북구 북쪽 6km 지역 (위도:36.10 N, 경도:129.37 E)

## 국외지진 조기경보
일본 규슈지방에서 규모 5.0 이상의 지진이 발생하여 대한민국에 진도IV이상의 진동이 예상될 때 발령. 2018년 6월 4일부터 시범서비스.

## 지진 재난문자 발송 기준
| 명칭     | 분류기준                                                                          | 송출 대상지역                                                     |
| 위급재난 | 국내지진                                                                          | 국내지진                                                          |
| -------- | --------------------------------------------------------------------------------- | ----------------------------------------------------------------- |
| 위급재난 | 규모 6.0 이상                                                                     | 전국                                                              |
| 긴급재난 | 국내지진 (남한)                                                                   | 국내지진 (남한)                                                   |
| 긴급재난 | (지역) 규모 4.0 이상 ~ 6.0 미만 (해역) 규모 4.5 이상 ~ 6.0 미만                   | 전국                                                              |
| 긴급재난 | (지역) 규모 3.5 이상 ~ 4.0 미만 (해역) 규모 4.0 이상 ~ 4.5 미만                   | 발생위치를 중심으로 반경 80km 해당 광역시·도                      |
| 긴급재난 | 국내지진 (북한)                                                                   |                                                                   |
| 긴급재난 | (지역, 해역) 규모 4.5 이상 ~ 6.0 미만                                             | 전국                                                              |
| 긴급재난 | (지역, 해역) 규모 4.0 이상 ~ 4.5 미만                                             | 발생위치를 중심으로 반경 80km 해당 광역시·도                      |
| 긴급재난 | 국외지진                                                                          |                                                                   |
| 긴급재난 | (지역, 해역) 규모 5.0 이상                                                        | 전국                                                              |
| 긴급재난 | 지진해일                                                                          |                                                                   |
| 긴급재난 | 지진해일주의보 발령 시, 지진해일경보 발령 시                                      | 26개 특보구역 중 지진해일주의보 또는 경보가 발표되는 구역의 시·군 |
| 안전안내 | 국내지진 (남한)                                                                   | 국내지진 (남한)                                                   |
| 안전안내 | 국내지진 (지역) 규모 3.0 이상 ~ 3.5 미만 국내지진 (해역) 규모 3.5 이상 ~ 4.0 미만 | 발생위치를 중심으로 반경 50km 해당 광역시·도                      |

## 같이 보기
- 재난문자방송